# Mietvilla Anton-Graff-Straße 26

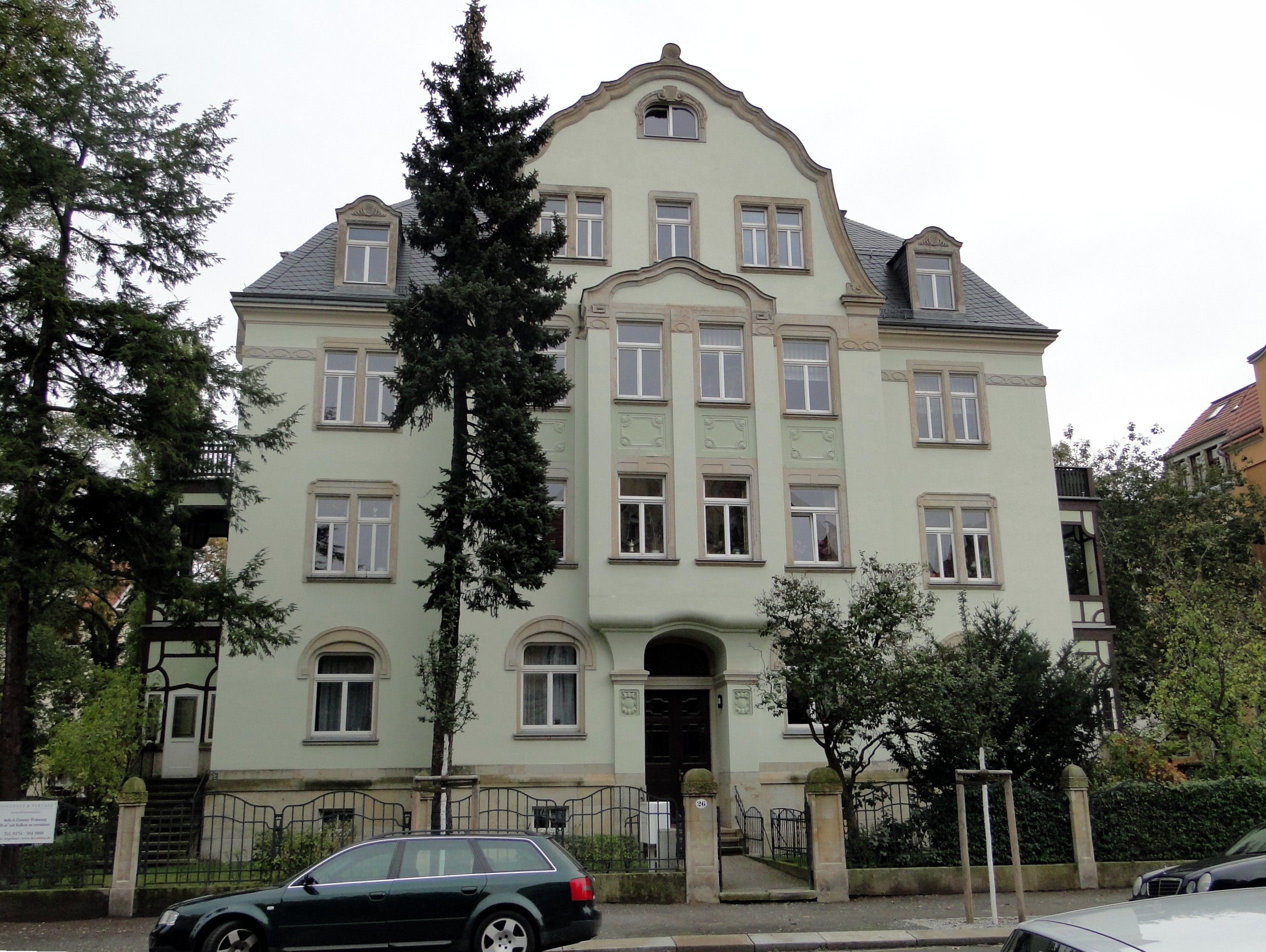
Villa Anton-Graff-Straße 26 Dresden

Die Mietvilla Anton-Graff-Straße 26  ist ein denkmalgeschütztes Jugendstil-Wohnhaus im Dresdner Stadtteil Striesen und wurde 1905 für den Architekten und Baumeister Carl Gustav Baumgärtel erbaut.

## Beschreibung
Der Bau wurde als dreigeschossiges, freistehendes Haus errichtet, wobei das Dachgeschoss ausgebaut worden ist. Die Fassade ist teilweise verputzt, teilweise mit Sandstein verkleidet worden, wobei die Fassade mit „Elementen des auslaufenden Jugendstils“ geschmückt wurde.
Die Denkmaleigenschaft wird vom Landesamt für Denkmalpflege Sachsen beschrieben: „Repräsentativer, aufwendiger, neobarock anmutender Bau, belebt durch Jugendstilelemente, die symmetrische Straßenfront mit Mittelrisalit, Erker und Eingangsbereich ausgewogen gestaltet, besondere Akzente durch die geschweiften Bekrönungen von Risalit und Erker.“